# 细瘦弓背蚁亚属
弓背蚁细瘦亞屬（學名：Tanaemyrmex）又譯纤细亚属，是弓背蚁屬之下的一個亚屬，由Ashmead於1905年描述。其之下有12个種团，其中8個來自舊世界，4個則來自新世界。

## 下屬種团
以下列出種团列表：

### 新世界

#### 第一組：chilensis-punctulatus
Alpha形式的小型工蚁的頭部；物种或多或少粗壮，尤其是大型工蚁。颜色一般为黑色或深色，很少苍白;一些物种的腹部覆盖着或多或少密集的短柔毛。

#### 第二組：picipes-fumidus
Alpha形式的小型工蚁头。物种不粗壮。颜色可变，很少均匀的黄色。在一些物种中，胫骨或多或少地分离、直立

#### 第三組：Iandolti-agra
Beta或Gamma形式的小型工蚁头；物种中型至巨型；身窄且非常细长，尤其是小型工蚁；足部不长毛。

#### 第四組：酋长弓背蚁（cacicus）
与前一组相同，但足部有许多直立的刺毛。

#### 不確定的新世界物種
C. abunanus, Mann C. fryi, Mann

### 旧世界

#### 第五組：纵斑弓背蚁及古尔德弓背蚁 （maculatus-gouldi）
Beta或Gamma形式的小型工蚁的头部。体型中型到巨型。為非洲和马达加斯加的物种；包括亚属（C. longipes， Gerstaecker） 的类型物种，以及Dinomyrmex（部分）和Myrmoturba（部分）的物种。

#### 第六組：dorcyus-extensus
与上一组相同。為印度和澳大拉西亚物种。包括Dinomyrmex和Myrmoturba的物种。

#### 第七組：光腹弓背蚁及thraso（irritans-thraso）
Alpha形式的小型工蚁头。中小型物种。二态性很明显，但大工不结实，也不大头宽。胫骨腹面无刚毛（顶端附近最多有 2-3 根刚毛）。包括 Myrmoturba sensu Forel 的物种。

#### 第八組：艾提弓背蚁（aethiops）
与前一组相似，但在胫骨腹面上或多或少有许多刚毛。前足有时压痕或低于中膜/后鼻。主要栖息在南欧的物种。

#### 第九組：侧扁弓背蚁及sylvaticus（compressus-sylvaticus）
Alpha形式的小型工蚁的頭部。通常为大型或中型；二态性 标记良好。胫骨腹面上至少有一排刚毛。地中海盆地、非洲和亚洲的物种。